# Georg-Kolbe-Hain

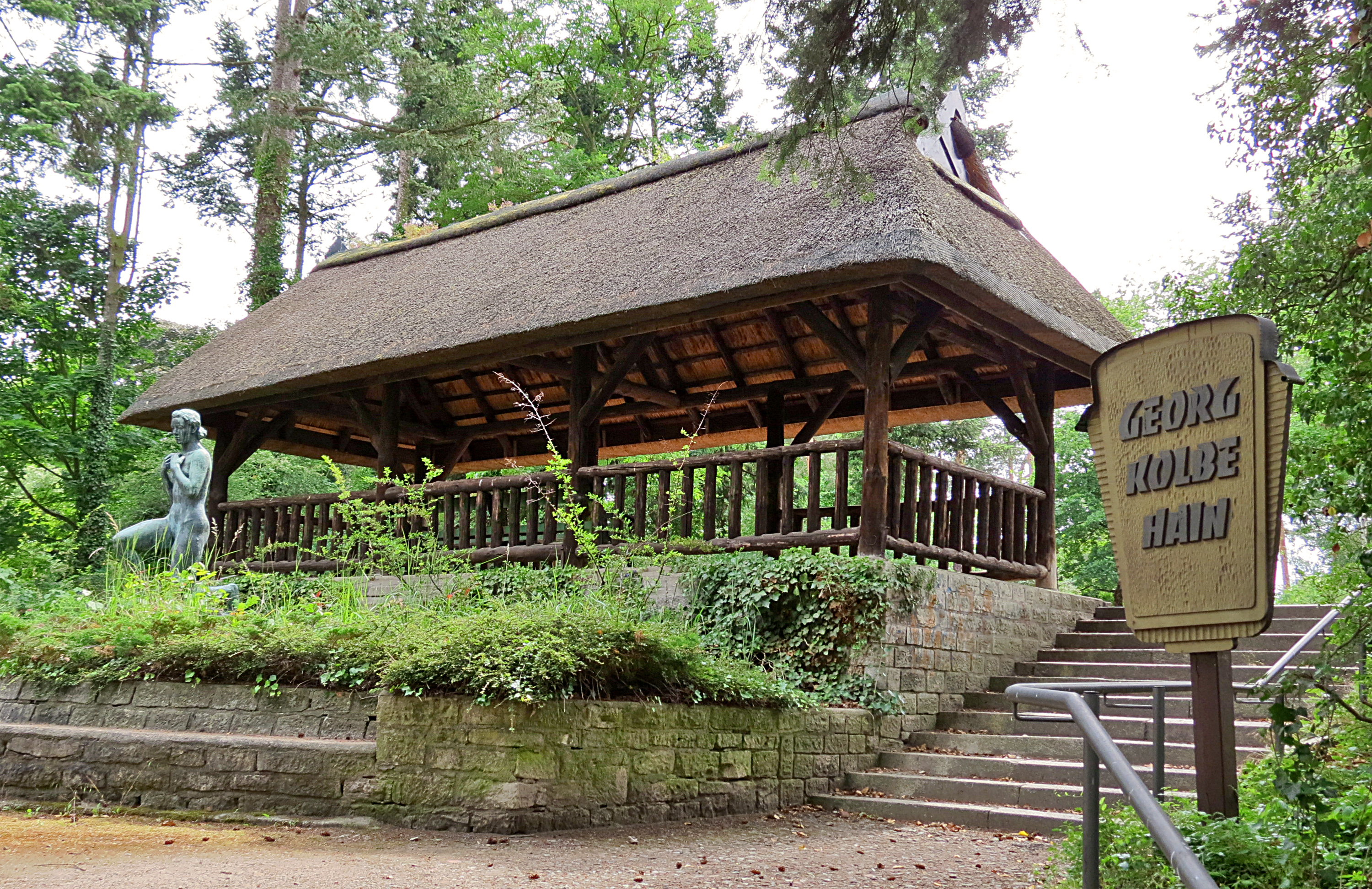
Nordeingang

Der Georg-Kolbe-Hain ist eine Grünanlage im Ortsteil Westend des Berliner Bezirks Charlottenburg-Wilmersdorf. Sie ist benannt nach dem Bildhauer Georg Kolbe, dessen ehemaliges Atelierhaus mit dem Georg Kolbe Museum sich in unmittelbarer Nähe befindet. Die Anlage liegt zwischen Sensburger Allee, Pillkaller Allee, Heerstraße und Mohrunger Allee. Sie steht unter Denkmalschutz.

## Geschichte
Die etwa sechs Hektar große Grünanlage wurde ab 1915 auf einem von der Bebauung ausgesparten Forststreifen angelegt. Der Gartenarchitekt Richard Köhler gestaltete sie 1921 als öffentliche Anlage, 1929 wurde sie durch den Charlottenburger Bezirksgartendirektor Felix Buch zu einem mit Birken, Wacholder, Kiefern und Heidekraut bewachsenen Heidepark umgestaltet.
Die Anlage hieß zunächst Ortelsburgpark (nach der Stadt Ortelsburg in Ostpreußen), bevor sie 1957 ihren heutigen Namen erhielt.

## Kunst im Park
Im Park stehen fünf überlebensgroße Bronzefiguren von Georg Kolbe. Es sind Erstgüsse nach hinterlassenen Gipsmodellen des Künstlers, die von der Bildgießerei Noack angefertigt wurden.
- Die große Kniende (Entwurf 1942/43, aufgestellt 1959)
- Der große Stürzende (Entwurf 1940/42, aufgestellt 1961)
- Dionysos (Entwurf 1932, aufgestellt 1962)
- Mars und Venus (Entwurf 1939/40, aufgestellt 1963)
- Die Ruhende (Entwurf 1939/41, aufgestellt 1965)

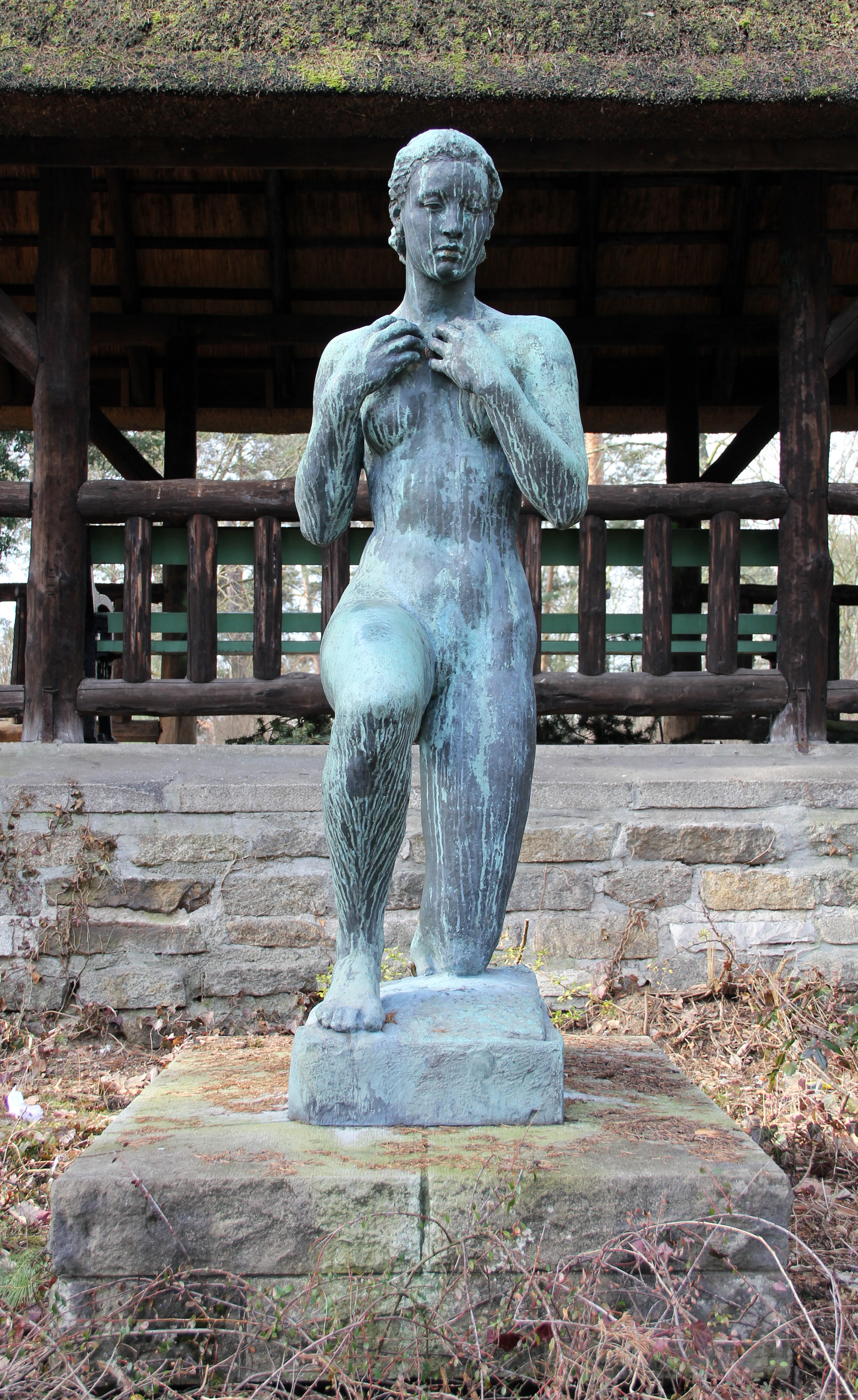
Die große Kniende
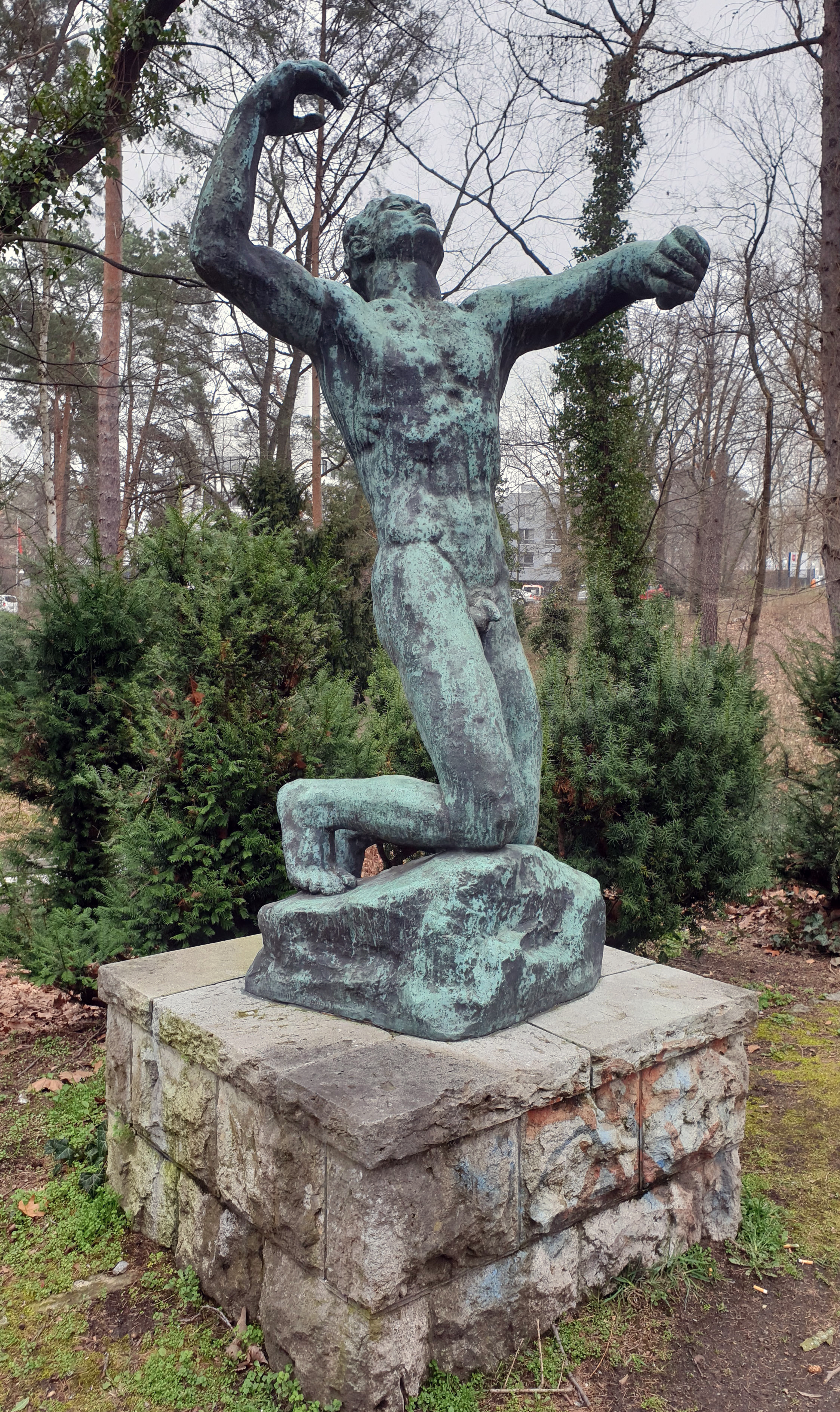
Der große Stürzende
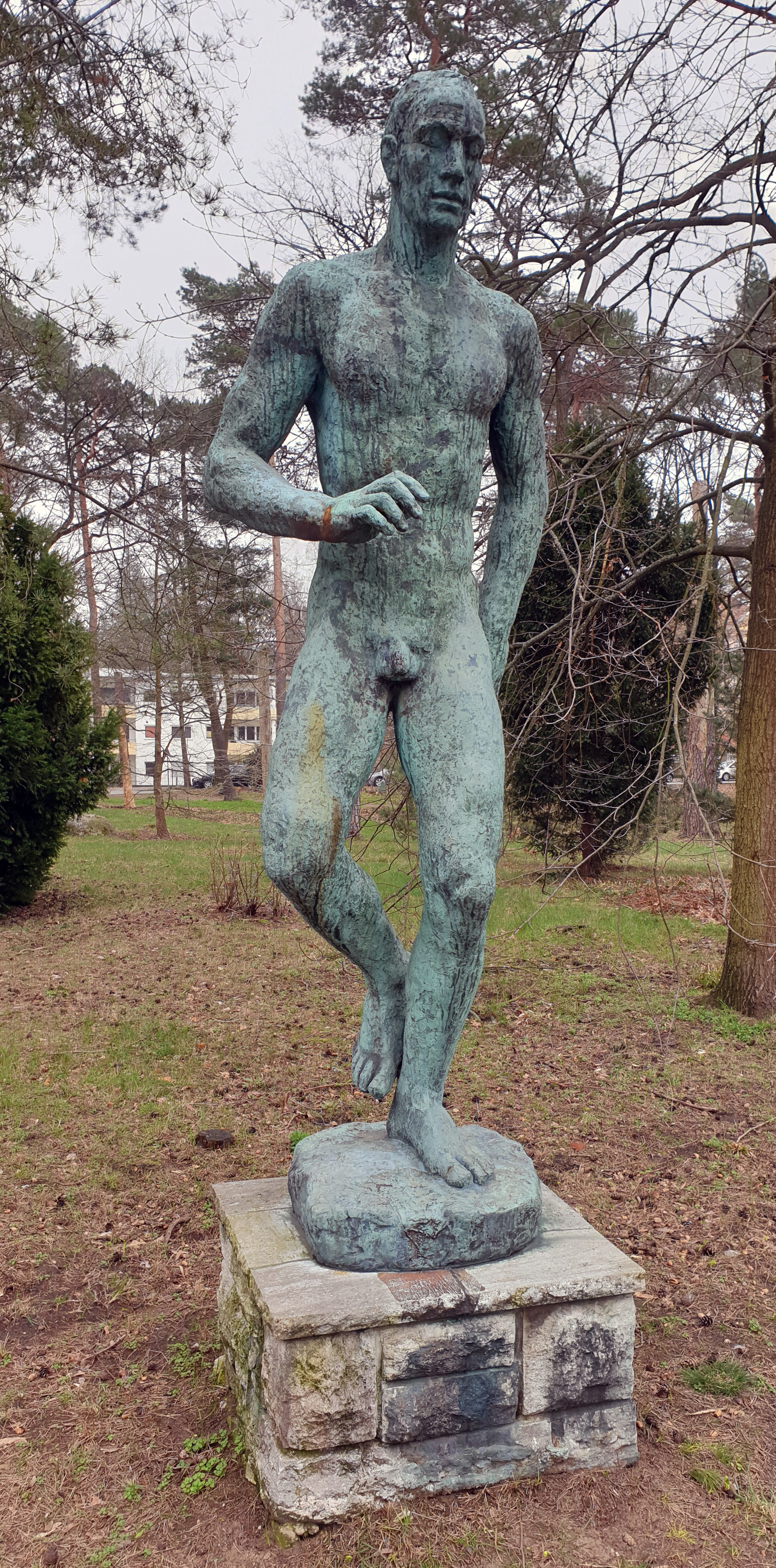
Dionysos
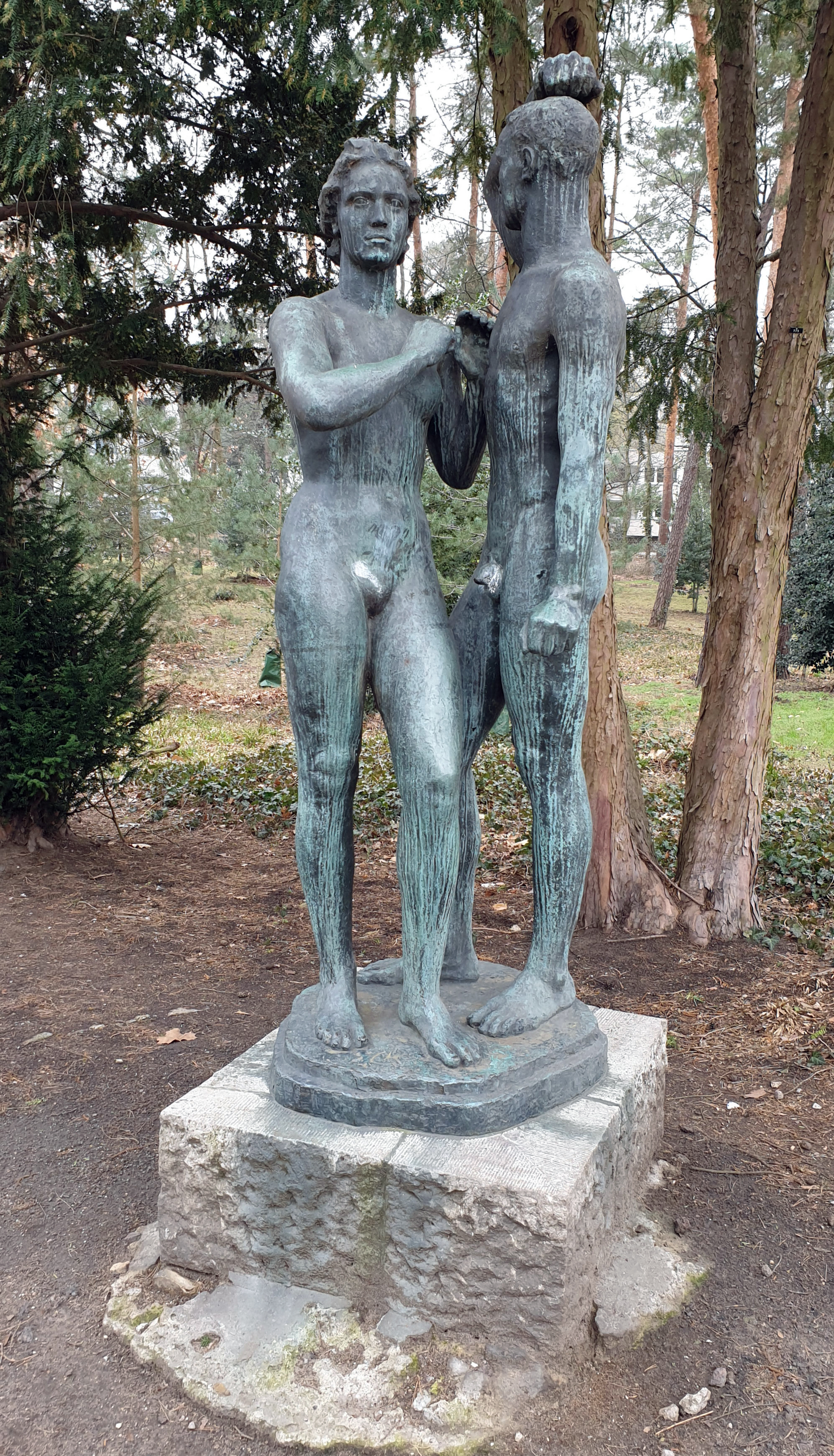
Mars und Venus
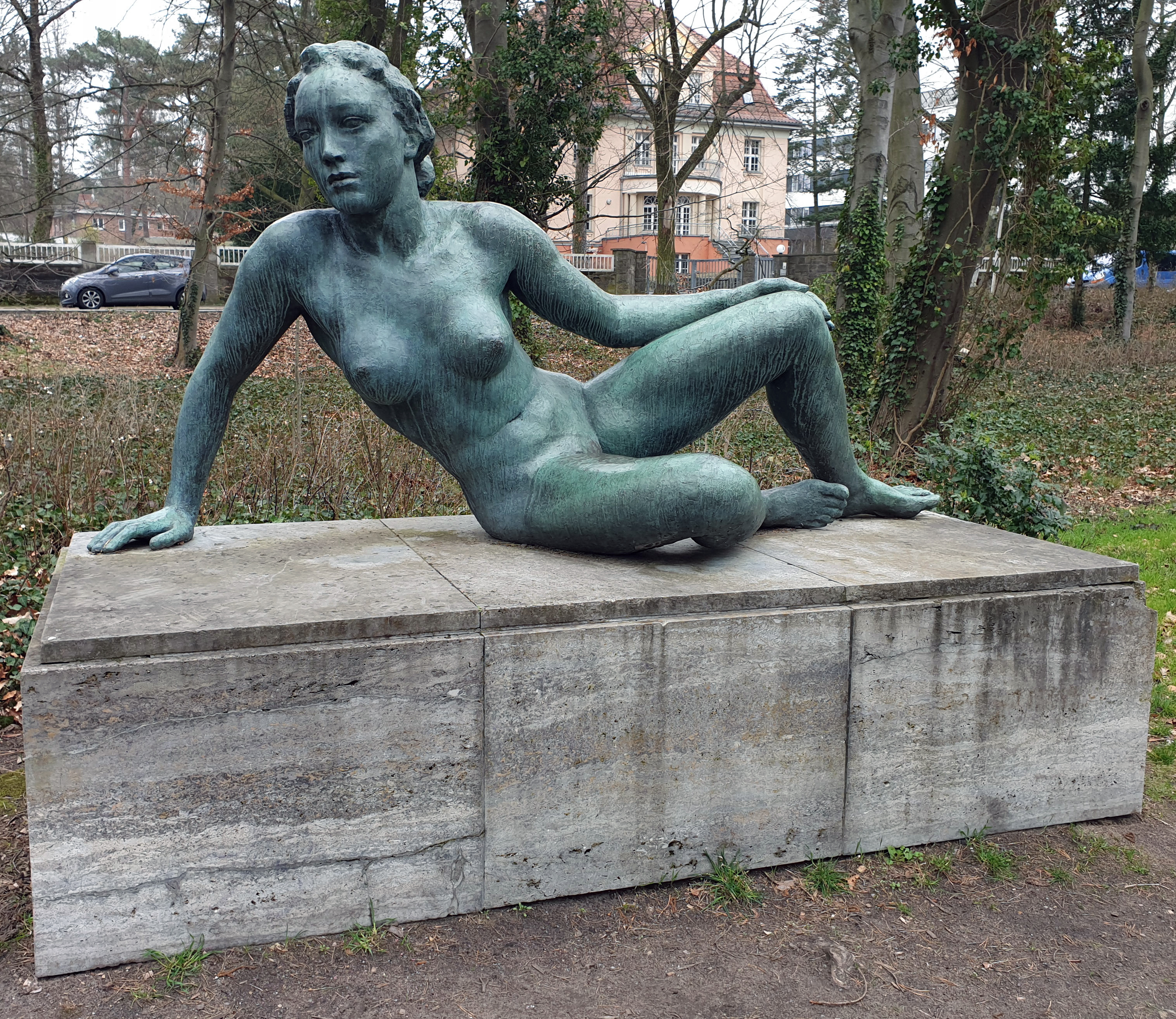
Die Ruhende